# Farakh Ajaib
Farakh Ajaib (ur. 3 lutego 1991 w Blackburn) – brytyjsko-pakistański snookerzysta pochodzący z Lancashire.

## Kariera
W 2018 roku Ajaib został pierwszym zwycięzcą East Lancashire Snooker Championship. Był graczem rezerwowym w kilku głównych wydarzeniach touru w sezonie 2018/19 – nagroda za solidną grę w Q School w 2018. Podczas trzeciego turnieju w 2020 w English Institute of Sport w Sheffield Ajaib zdobył dwuletnią kartę zawodową World Snooker Tour na sezony 2020/21 i 2021/22.
Podczas turnieju English Open 2020 Ajaib pokonał Roda Lawlera 4–0, a następnie przegrał 3–4 z Zhou Yuelongiem po zaciętym meczu.
W sierpniu podczas turnieju European Masters 2022 Ajaib przegrał z Juddem Trumpem w decydującej partii meczu 1/8 finału, w którym Ajaib przegrywał 4–2, a Trump potrzebował trzech snookerów przy wyniku 4–4.
W 2023 roku spadł z ligi, ale w kolejnym roku odzyskał miejsce, przechodząc przez Q School 2024 po zwycięstwie w ostatniej rundzie nad Julianem Bojko, co pozwoliło mu uzyskać dwuletnie miejsce w lidze od sezonu snookerowego 2024/25.
W czerwcu 2025 roku trafił do fazy grupowej rankingowego Championship League 2025, w której zmierzą się z Si Jiahui, Artemijsem Žižinsem i Kaydenem Brierleyem. Podczas turnieju Wuhan Open 2025 zmierzy się z mistrzem świata Juddem Trumpem.

## Występy w turniejach w karierze
| Ranking                    | [ i ]         | [ i ]         | [ i ]         | [ i ]         | [ ii ]        | 89            | [ i ]         | [ ii ]        | 85            |               |               |               |               |               |               |               |               |               |               |               |               |               |               |               |               |
| Turnieje rankigowe         |               |               |               |               |               |               |               |               |               |               |               |               |               |               |               |               |               |               |               |               |               |               |               |               |               |
| Championship League        | nierankingowy | nierankingowy | nierankingowy | nierankingowy | RR            | RR            | RR            | RR            | RR            |               |               |               |               |               |               |               |               |               |               |               |               |               |               |               |               |
| Saudi Arabia Masters       | nie rozegrano | nie rozegrano | nie rozegrano | nie rozegrano | nie rozegrano | nie rozegrano | nie rozegrano | 2R            |               |               |               |               |               |               |               |               |               |               |               |               |               |               |               |               |               |
| Wuhan Open                 | nie rozegrano | nie rozegrano | nie rozegrano | nie rozegrano | nie rozegrano | nie rozegrano | nie rozegrano | LQ            |               |               |               |               |               |               |               |               |               |               |               |               |               |               |               |               |               |
| English Open               | nie rozegrano | nie rozegrano | A             | 1R            | 2R            | LQ            | A             | LQ            |               |               |               |               |               |               |               |               |               |               |               |               |               |               |               |               |               |
| British Open               | nie rozegrano | nie rozegrano | nie rozegrano | nie rozegrano | nie rozegrano | 1R            | A             | LQ            | LQ            |               |               |               |               |               |               |               |               |               |               |               |               |               |               |               |               |
| Xi'an Grand Prix           | nie rozegrano | nie rozegrano | nie rozegrano | nie rozegrano | nie rozegrano | nie rozegrano | nie rozegrano | LQ            |               |               |               |               |               |               |               |               |               |               |               |               |               |               |               |               |               |
| Northern Ireland Open      | nie rozegrano | nie rozegrano | A             | 1R            | 1R            | 1R            | WD            | LQ            |               |               |               |               |               |               |               |               |               |               |               |               |               |               |               |               |               |
| International Championship | nie rozegrano | nie rozegrano | A             | A             | nie rozegrano | nie rozegrano | nie rozegrano | LQ            |               |               |               |               |               |               |               |               |               |               |               |               |               |               |               |               |               |
| UK Championship            | A             | A             | A             | A             | 1R            | 2R            | LQ            | LQ            |               |               |               |               |               |               |               |               |               |               |               |               |               |               |               |               |               |
| Shoot Out                  | nierankingowy | nierankingowy | A             | 1R            | 1R            | 2R            | 1R            | 1R            |               |               |               |               |               |               |               |               |               |               |               |               |               |               |               |               |               |
| Scottish Open              | nie rozegrano | nie rozegrano | A             | A             | 1R            | LQ            | A             | 1R            |               |               |               |               |               |               |               |               |               |               |               |               |               |               |               |               |               |
| German Masters             | A             | A             | A             | LQ            | LQ            | LQ            | A             | LQ            |               |               |               |               |               |               |               |               |               |               |               |               |               |               |               |               |               |
| World Grand Prix           | nie rozegrano | nie rozegrano | DNQ           | DNQ           | DNQ           | DNQ           | DNQ           | DNQ           |               |               |               |               |               |               |               |               |               |               |               |               |               |               |               |               |               |
| Players Championship       | DNQ           | DNQ           | DNQ           | DNQ           | DNQ           | DNQ           | DNQ           | DNQ           |               |               |               |               |               |               |               |               |               |               |               |               |               |               |               |               |               |
| Welsh Open                 | A             | A             | A             | A             | 1R            | LQ            | LQ            | LQ            |               |               |               |               |               |               |               |               |               |               |               |               |               |               |               |               |               |
| World Open                 | A             | A             | A             | A             | nie rozegrano | nie rozegrano | nie rozegrano | LQ            |               |               |               |               |               |               |               |               |               |               |               |               |               |               |               |               |               |
| Tour Championship          | nie rozegrano | nie rozegrano | DNQ           | DNQ           | DNQ           | DNQ           | DNQ           | DNQ           |               |               |               |               |               |               |               |               |               |               |               |               |               |               |               |               |               |
| World Championship         | A             | A             | A             | LQ            | LQ            | LQ            | LQ            | LQ            |               |               |               |               |               |               |               |               |               |               |               |               |               |               |               |               |               |
| Dawne turnieje rankigowe   |               |               |               |               |               |               |               |               |               |               |               |               |               |               |               |               |               |               |               |               |               |               |               |               |               |
| Paul Hunter Classic        | Minor-Rank    | Minor-Rank    | LQ            | A             | nie rozegrano | nie rozegrano | nie rozegrano | nie rozegrano | nie rozegrano | nie rozegrano | nie rozegrano | nie rozegrano | nie rozegrano | nie rozegrano | nie rozegrano | nie rozegrano | nie rozegrano | nie rozegrano | nie rozegrano | nie rozegrano | nie rozegrano | nie rozegrano | nie rozegrano | nie rozegrano |               |
| Riga Masters               | nie rozegrano | nie rozegrano | A             | LQ            | nie rozegrano | nie rozegrano | nie rozegrano | nie rozegrano | nie rozegrano | nie rozegrano | nie rozegrano | nie rozegrano | nie rozegrano | nie rozegrano | nie rozegrano | nie rozegrano | nie rozegrano | nie rozegrano | nie rozegrano | nie rozegrano | nie rozegrano | nie rozegrano | nie rozegrano | nie rozegrano |               |
| Indian Open                | nie rozegrano | nie rozegrano | A             | LQ            | nie rozegrano | nie rozegrano | nie rozegrano | nie rozegrano | nie rozegrano | nie rozegrano | nie rozegrano | nie rozegrano | nie rozegrano | nie rozegrano | nie rozegrano | nie rozegrano | nie rozegrano | nie rozegrano | nie rozegrano | nie rozegrano | nie rozegrano | nie rozegrano | nie rozegrano | nie rozegrano |               |
| WST Pro Series             | nie rozegrano | nie rozegrano | nie rozegrano | nie rozegrano | RR            | nie rozegrano | nie rozegrano | nie rozegrano | nie rozegrano | nie rozegrano | nie rozegrano | nie rozegrano | nie rozegrano | nie rozegrano | nie rozegrano | nie rozegrano | nie rozegrano | nie rozegrano | nie rozegrano | nie rozegrano | nie rozegrano | nie rozegrano | nie rozegrano | nie rozegrano | nie rozegrano |
| Turkish Masters            | nie rozegrano | nie rozegrano | nie rozegrano | nie rozegrano | nie rozegrano | LQ            | nie rozegrano | nie rozegrano | nie rozegrano |               |               |               |               |               |               |               |               |               |               |               |               |               |               |               |               |
| Gibraltar Open             | nie rozegrano | nie rozegrano | A             | 1R            | 1R            | 2R            | nie rozegrano | nie rozegrano | nie rozegrano |               |               |               |               |               |               |               |               |               |               |               |               |               |               |               |               |
| European Masters           | nie rozegrano | nie rozegrano | A             | A             | 1R            | LQ            | 3R            | nie rozegrano | nie rozegrano |               |               |               |               |               |               |               |               |               |               |               |               |               |               |               |               |
| WST Classic                | nie rozegrano | nie rozegrano | nie rozegrano | nie rozegrano | nie rozegrano | nie rozegrano | 1R            | nie rozegrano | nie rozegrano |               |               |               |               |               |               |               |               |               |               |               |               |               |               |               |               |

1. 1 2 3 4 5  Był amatorem.
2. 1 2  Nowi gracze w Tourze nie mają rankingu.

| Legenda tabeli wyników              | Legenda tabeli wyników       | Legenda tabeli wyników                     | Legenda tabeli wyników                                                              | Legenda tabeli wyników                     | Legenda tabeli wyników                     |
| ----------------------------------- | ---------------------------- | ------------------------------------------ | ----------------------------------------------------------------------------------- | ------------------------------------------ | ------------------------------------------ |
| LQ                                  | odpadnięcie w kwalifikacjach | #R                                         | odpadnięcie we wczesnej fazie turnieju (WR = runda dzikich kart, RR = faza grupowa) | QF                                         | przegrana w ćwierćfinale                   |
| SF                                  | przegrana w półfinale        | F                                          | przegrana w finale                                                                  | W                                          | zwycięstwo                                 |
| DNQ                                 | nie zakwalifikował/a się     | A                                          | nie brał/a udziału                                                                  | WD                                         | zrezygnował/a w trakcie turnieju           |
| Legenda oznaczeń w tabelach wyników |                              |                                            |                                                                                     |                                            |                                            |
| NH / Nie roz.                       | NH / Nie roz.                | Turniej nie odbył się.                     | Turniej nie odbył się.                                                              | Turniej nie odbył się.                     | Turniej nie odbył się.                     |
| NR / Nie-rank.                      | NR / Nie-rank.               | Turniej nie był zaliczany jako rankingowy. | Turniej nie był zaliczany jako rankingowy.                                          | Turniej nie był zaliczany jako rankingowy. | Turniej nie był zaliczany jako rankingowy. |
| R / Rank.                           | R / Rank.                    | Turniej był zaliczany jako rankingowy.     | Turniej był zaliczany jako rankingowy.                                              | Turniej był zaliczany jako rankingowy.     | Turniej był zaliczany jako rankingowy.     |
| MR / Minor-Rank.                    | MR / Minor-Rank.             | Turniej był zaliczany jako minor ranking.  | Turniej był zaliczany jako minor ranking.                                           | Turniej był zaliczany jako minor ranking.  | Turniej był zaliczany jako minor ranking.  |

## Finały w karierze

### Finały amatorskie: 2 (1-1)
| Rezultat  |    | Rok  | Turniej            | Przeciwnik      | Wynik |
| --------- | -- | ---- | ------------------ | --------------- | ----- |
| Finalista | 1  | 2009 | PIOS – Turniej 5   | Anthony McGill  | 0–6   |
| Zwycięzca | 1. | 2022 | Q Tour – Turniej 3 | Harvey Chandler | 5–3   |